# Sankt Marthas helligkilde
Sankt Marthas helligkilde i Karise, også omtalt som Den hellige fru Marthas Kilde i præstegårdshaven i Karise, er en kilde, der fra katolsk tid har været tilskrevet helbredende virkning, når man drak af den.
Vandmængden har været aftagende. Som den forefindes i dag, er den fredet og ligger som en murstensmuret brønd med dæksel. Vi mangler endnu viden om oprindelsen og om fru Martha, der formodes at være en dansk kvinde til forskel fra den bibelske person Martha.
I udlandet har andre personer været kendt som Sankt Martha, især den bibelske, og flere kirker bærer dette navn. En by i Steiermark i Østrig hedder Sankt Martha.